# Óbuda

Wapenschild van Óbuda

Óbuda (Nederlands: Oboeda; Duits: Alt-Ofen) is onderdeel van District III, een stadsdeel van Boedapest, na de stadsdelen Boeda en Pest. Óbuda ligt in het noordelijke stadsdeel van Boedapest en bestrijkt zijn district vanaf de rechteroever van de Donau, tot het Szentendrei-sziget (Eiland van Szentendre) en het Óbudai-sziget in het oosten, tot de westelijk gelegen Budai-hegy (Hoogte of heuvel van Boeda). Noordelijk grenst het aan de buitenwijk Békásmegyer. Zuidelijk aan Boeda.
Als men vanuit het noordwesten de stad en de zeer lange Bécsi út rijdt die vanaf het dorp Pilisvörösvár begint en eindigt nabij het Aquincum, komt men in het Óbuda-stadsdeel. Er is hier druk stadsverkeer.
Als men de Becsi út in Óbuda binnenrijdt zag men in 1989 nog sporen van de Hongaarse Opstand van 1956 op sommige huizenrijen. Gebarsten stenen en kogelgaten en geblindeerde, met hout afgeschermde ramen, getuigden nog van deze opstand.
Toen was de infrastructuur nog in zijn beginstadium om de stad Boedapest te verfraaien. Een jaar later en de daarop volgende jaren begon men met de verdere opbouw in versnelde tempo na de val van het communisme in november 1989. 

## Geschiedenis

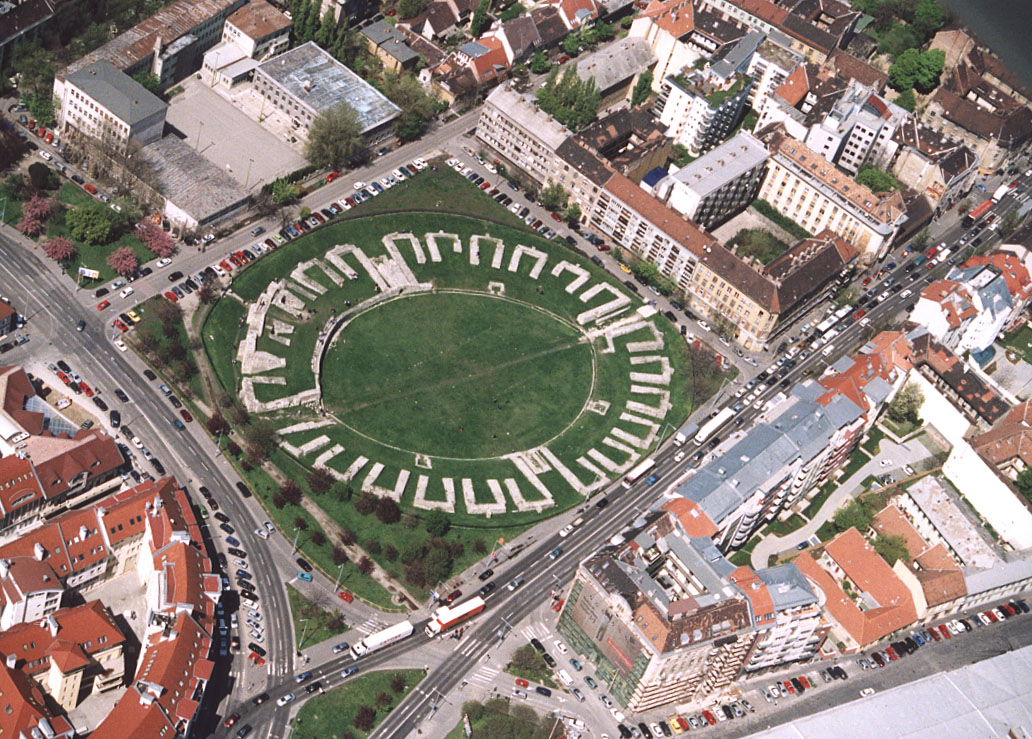
Amfitheater in Óbuda

De Kelten waren de eersten die hier een nederzetting stichtten. Later kwamen de Romeinen die de nederzetting uitbreidden en -bouwden.
Van hieruit controleerden de Romeinen het Pannonische rijksgebied en de rechter Donau-oevers en de Donaueilanden.
Van de Romeinse legerplaats Aquincum zijn de restanten in Óbuda door opgravingen blootgelegd. Later kwamen hier de Hunnen rond 400, daarna de Germaanse stammen die rond 455 de Hunnen hier verdrongen.
De Avaren kwamen er in 567 en de Magyaren vestigden er zich tegen het einde van de 9e eeuw. 
Óbuda en Boeda zijn herhaaldelijk in de loop van hun geschiedenis meermaals verwoest. In 1241 bij de inval van de Mongolen en tijdens de Turkse inval en bezetting in de 16e eeuw. 
Toen in de Middeleeuwen de stad gesticht werd, was het huidige Óbuda de eerste belangrijke nederzetting. Het was een koninklijke stad, waar in het paleis de Hongaarse koninginnen verbleven.
Van het Óbuda-paleis zijn nog enkele restanten van muren gevonden.
Na de inval van de Mongolen verplaatste koning Béla IV zijn residentie naar de Burchtheuvel in Boeda. De naam "Stad der Koninginnen" bleef echter nog lang gehandhaafd.
Na de Turkse heerschappij was de stad sterk achteruitgegaan en bleef deze verder in de schaduw van het uitbreidende Boeda.
Het huidige stadsdeel begint in de buurt van de Árpádbrug en strekt zich uit tot aan de voet van de Boeda-heuvels (Budai hegyek)
Ook werd Óbuda herhaaldelijk door overstromingen, waaronder die van 1838, overspoeld. Ook tijdens de revolutie van 1848, tijdens de Tweede Wereldoorlog en ten eveneens tijdens de Hongaarse Opstand van 1956, bleef Óbuda niet gespaard.
Sindsdien zijn Óbuda, Boeda en Pest in een snel tempo herbouwd en vandaag de dag vindt men slechts sporadisch en op zeer afgelegen wijken nog sporen van de strijd in 1956. 
Heden ten dage is Boedapest in zijn geheel bijna zo goed als heropgebouwd tot een moderne hoofdstad.